# Бохан, Николай Александрович
Никола́й Алекса́ндрович Бо́хан (1 июля 1959, Мамонтово, Алтайский край, СССР) — российский психиатр и нарколог. Доктор медицинских наук (1996), профессор (1999), Член-корреспондент РАМН (2011), Член-корреспондент РАН (2014), Академик РАН (2016). Директор НИИ психического здоровья Томского национального исследовательского медицинского центра. Главный редактор «Сибирского вестника психиатрии и наркологии», член редакционного совета журнала «Наркология».

## Биография
- В 1981 году окончил лечебный факультет, а в 1982 — интернатуру по психиатрии в Алтайском государственном медицинском университете;
- 1996 — получил степень доктора медицинских наук;
- с 1997 года — заместитель директора НИИ ПЗ ТНЦ СО РАМН;
- 1999 — профессор по специальности «наркология»;
- 2000 — действительный член РАЕН;
- в 2004 году получил звание заслуженного деятеля науки Российской Федерации; с того же года — профессор кафедры психиатрии, наркологии и психотерапии СибГМУ;
- с 2013 года назначен директором НИИ психического здоровья;
- с 2015 года — заведующий кафедрой психиатрии, наркологии и психотерапии ФГБОУ ВО СибГМУ Минздрава России (по совместительству)
- 2016 — академик РАН

## Научная деятельность
Бохан Николай Александрович является ведущим специалистом России в области психиатрии и наркологии. Основные направления научной деятельности академика РАН Н. А. Бохана посвящены изучению психических расстройств и болезней зависимости, коморбидности психических, соматоневрологических и аддиктивных расстройств, психофизиологических и иммунобиохимических предикторов формирования патологического влечения к психоактивным веществам; разработке инновационных технологий терапии и реабилитации больных с психическими расстройствами и расстройствами зависимости.
Н. А. Бохан внес существенный вклад в формирование новых научных разделов специальности — транскультуральной и пенитенциарной аддиктологии, направленных на решение социально значимых проблем депопуляции коренных этносов и реабилитации социально дезадаптированных больных наркоманиями.
Занимая активную гражданскую позицию, академик РАН Бохан Н. А. ведет большую научно-общественную и экспертную работу, является членом Объединённого ученого совета СО РАН по медицинским наукам (2015), членом Объединённого ученого совета Томского НИМЦ (2016); членом Бюро ОУС СО РАН по медицинским наукам (2017); членом Президиума СО РАН (2017); членом рабочих групп (кластеров) Президиума СО РАН: «Федеральные научные центры СО РАН и комплексные программы научных исследований, координируемые организациями СО РАН»; «Проблемы практической медицины и здоровья в Сибири и Арктическом регионе Сибири»; членом профильной комиссии Экспертного совета в сфере здравоохранения МЗ РФ по специальности «Психиатрия» (2013), членом Исполкома Правления Российского общества психиатров (РОП, 2015); Председателем секции этнопсихиатрии РОП (2015), членом Президиума Правления Национального Наркологического Общества (ННО) и председателем Экспертной комиссии по этнонаркологии ННО (2007). Эксперт Российского научного фонда (2014). Член рабочей группы по формированию научного обеспечения инновационного территориального центра «ИНО ТОМСК» (2014). Эксперт РАН (2016).
Научная и общественная деятельность Н. А. Бохана признана профессиональным сообществом в стране и за рубежом, вносит существенный вклад в укрепление международного авторитета отечественной науки и томской научной школы.
Академик РАН Н. А. Бохан является Президентом Международной ассоциации этнопсихологов и этнопсихотерапевтов (2013) и членом ряда профессиональных сообществ, в том числе членом Европейской психиатрической ассоциации (2007), секции транскультуральной психиатрии Всемирной психиатрической ассоциации (2014), Европейской коллегии по нейропсихофармакологии (2014), Международной ассоциации кросс-культуральной психологии (2014); секции «Аддиктивные поведения» Европейской психиатрической ассоциации (2017); членом Ассоциации психического здоровья Австралии и Новой Зеландии (2017); членом Совета Директоров Всемирной Ассоциации культуральной психиатрии (2012—2015, 2015—2018). В 2018 году избран Почетным Советником Всемирной ассоциации культуральной психиатрии (2018). C 2019 года является членом Совета Директоров Международного Общества по коморбидным расстройствам (Concurrent Disorders Society Inc.) и секции культуральной психиатрии Европейской психиатрической ассоциации (EPA).
Бохан Н. А. − главный редактор журнала «Сибирский вестник психиатрии и наркологии» (Томск), региональный редактор журналов «Психическое здоровье» (Москва) и «Сексология» (Тюмень), член редколлегии журналов «Российский психиатрический журнал» (Москва), «Вопросы наркологии» (Москва), «Journal of Concurrent Disorders» (Канада), «Суицидология» (Тюмень), «Территория интеллекта» (Томск) а также член редсоветов 11 отечественных и 3 зарубежных рецензируемых журналов.
Заслуги Н. А. Бохана перед отечественным здравоохранением отмечены орденом Почёта (7.10.2022), Почетным званием Заслуженный деятель науки РФ (2004), а также Медалью ордена «За заслуги перед Отечеством» II степени (2011), Знаком отличия «За заслуги перед Томской областью» (2019), Почетными грамотами Президиума РАМН (2001), Президиума РАН (2019) и СО РАН (2019), Министерства образования РФ (2003), Министерства здравоохранения и социального развития РФ (2009), а также Главы Администрации (Губернатора) Томской области (2006, 2013), Законодательной Думы Томской области (2014), Почетной грамотой Томской области (2016), Благодарностью ФАНО России (2016) и Полномочного Представителя Президента РФ в Уральском Федеральном округе (2017), Почетными грамотами Президиума Областного комитета профсоюза медицинских работников РФ (2019) и Мэра г. Томска (2019). За высокие достижения в сфере образования и науки Н. А. Бохан награждён медалью «За заслуги перед Томским государственным университетом» (2003), медалью «За заслуги перед Сибирским государственным медицинским университетом» (2016), медалью Губернатора Кемеровской области «За веру и добро» (2016), медалью «За доблестный труд в Томском государственном университете» II степени (2018), а также памятными медалями: «400-лет г. Томску» (2004), «70 лет Томской области» (2014), «120 лет ТПУ» (2016), памятной серебряной медалью СО РАН «Сибирскому отделению РАН — 60 лет» (2019), нагрудным знаком «Отличник здравоохранения Республики Саха (Якутия)» (2015); Золотым Знаком «Кузбасс» Губернатора Кемеровской области (2019). Н. А. Бохану присвоено Почетное звание: Почетный профессор Республиканского НПЦ психиатрии, психотерапии и наркологии Казахстана (2013), «Почетный профессор СибГМУ» (2016), «Заслуженный ветеран Сибирского отделения РАН» (2017). Являлся лауреатом Фонда содействия отечественной медицине Президиума РАМН в номинации «Профилактическая медицина» (2004); стипендии Губернатора Томской области для профессоров (2010); конкурсов Томской области в сфере образования, науки, здравоохранения и культуры в номинации «Авторский коллектив» (2009), в номинации «Научно-педагогический коллектив (руководитель)» (2015), награждён Дипломом и премией имени профессора А. А. Корнилова Российского объединённого общества «Кемеровское областное общество психиатров» (2018). В 2021 году в составе коллектива ученых получил звание Лауреата Премии Правительства Российской Федерации 2021 года в области науки и техники. В 2022 году присвоено звание Лауреата премии  Всемирной ассоциации транскультуральной психиатрии "Новаторская работа в области культуральной психиатрии" в знак признания новаторского вклада в культуральную психиатрию.